# Paços do Concelho de Póvoa de Varzim
Os Paços do Concelho de Póvoa de Varzim, ou Câmara Municipal da Póvoa de Varzim, em Portugal, é um edifício setecentista, sede do Município de Póvoa de Varzim, localizado na Praça do Almada, no centro da cidade da Póvoa de Varzim.
Este edifício encontra-se classificado como Imóvel de Interesse Público desde 1974.

## História
O projeto de 1790-1791 é da autoria do Engenheiro francês Reinaldo Oudinot. Oudinot trabalhou no Porto, cidade para onde foi chamado pelo corregedor Francisco de Almada e Mendonça, que lhe entregou também esta obra. Os então novos paços vieram substituir os antigos paços do concelhos de dimensão reduzida, insuficientes para as diversas repartições municipais e outras funções que a antiga casa da Câmara tinha, tendo em conta o considerável aumento da população.
Os novos paços, cujas funções políticas iniciaram-se em 1807, foi construído para servir de sede do poder municipal e como aposentadoria para os Corregedores da Comarca. Segundo descrição de 1868, funcionavam nos novos paços as repartições da câmara municipal, a administração do concelho e da fazenda, a recebedoria do concelho, as audiências e uma vasta sala de ensino primário para o sexo masculino, cujo espaço era também usado como teatro a que acorriam as principais famílias da urbe.

## Arquitetura
O edifício segue os princípios do neoclassicismo, no espírito do urbanismo das Luzes do final do século XVIII, tem um carácter sólido e de certa forma arcaizante, recordando a feitoria inglesa do Porto, visível na arcaria de silharia no andar térreo. Por cima do eixo dos arcos rasgam-se janelas rectangulares. A platibanda recta que remata o imóvel é interrompida, ao centro, por um imponente brasão com as armas reais. Em 1868 é referido que "um dos edifícios que logo captivam a attenção do viajante, ao entrar na villa, é, por sem dúvida, o dos paços do concelho. Está situado em uma bella praça, denominada do Almada, no centro da villa, e tem magestosa apparencia".
O aspecto contemporâneo deve-se à acção de Rocha Peixoto e patrocínio da família Bonitos de Amorim que adicionou-lhe azulejaria, ao gosto português, em 1908-10, da autoria do pintor belga Joseph Bialman. 